# Burkhard Fritsche
Burkhard Fritsche (* 1952 in Mölln, Künstlername BURKH) ist ein deutscher Karikaturist.
Er wuchs in Mönchengladbach auf, studierte Bildende Kunst in Münster, war Meisterschüler bei Timm Ulrichs und lebt in Köln.
Seit den 1980er Jahren ist er freier Karikaturist. Der größte Teil seiner Arbeiten sind Einzelbild-Cartoons, weniger Bildgeschichten. Neben bisher vierzehn Cartoon-Büchern wurden seine Zeichnungen regelmäßig u. a. in Pardon, konkret, Kowalski, Titanic, Eulenspiegel, Die Welt und taz veröffentlicht. 2008 wurde ihm der Deutsche Karikaturenpreis (Gold) verliehen.

## Veröffentlichungen
- Fußballfieber. Cartoons und Comics zur wichtigsten Hauptsache der Welt, Verlag Die Werkstatt, 1. Januar 1998, ISBN 978-3-89533-217-3
- Pfostenbruch und Fohlenfieber. Szenen aus 100 Jahren Borussia Mönchengladbach, Verlag Die Werkstatt GmbH, 1. Juli 2000, mit Holger Jenrich, ISBN 978-3-89533-297-5
- Neues von Babsi Katheter: Cartoons aus der Altenpflege II, Mabuse-Verlag, 5. Januar 2009, ISBN 978-3-940529-03-9
- Natürlich! Die Raucher!, Carlsen, 30. Januar 2009, ISBN 978-3-551-68038-9
- Seit wann gibt es hier Bäume? Lappan Verlag, Oldenburg 2012, ISBN 978-3-8303-3318-0.